# Beatrix Loughran
Beatrix Suzetta Loughran, później Harvey (ur. 30 czerwca 1900 w Mount Vernon, zm. 7 grudnia 1975 w Long Beach) – amerykańska łyżwiarka figurowa, startująca w konkurencji solistek i par sportowych z Sherwinem Badgerem. Dwukrotna wicemistrzyni olimpijska z Chamonix (1924, indywidualnie) i Lake Placid (1932, pary sportowe), brązowa medalistka olimpijska z St. Moritz (1928, indywidualnie), trzykrotna brązowa medalistka mistrzostw świata, dwukrotna mistrzyni Ameryki Północnej w konkurencji solistek (1925, 1927), trzykrotna mistrzyni Stanów Zjednoczonych w konkurencji solistek (1925–1927) oraz trzykrotna mistrzyni Stanów Zjednoczonych w parach sportowych (1930–1932).
Po zakończeniu kariery była trenerką łyżwiarstwa, szkoliła m.in. swoją siostrzenicę Audrey Peppe, która startowała na Zimowych Igrzyskach Olimpijskich 1936.

## Osiągnięcia

### Pary sportowe
Z Sherwinem Badgerem
| Zawody                           | 1928           | 1929           | 1930           | 1931           | 1932           |                |                |                |                |                |                |                |                |                |                |                |                |
| Międzynarodowe                   | Międzynarodowe | Międzynarodowe | Międzynarodowe | Międzynarodowe | Międzynarodowe | Międzynarodowe | Międzynarodowe | Międzynarodowe | Międzynarodowe | Międzynarodowe | Międzynarodowe | Międzynarodowe | Międzynarodowe | Międzynarodowe | Międzynarodowe | Międzynarodowe | Międzynarodowe |
| -------------------------------- | -------------- | -------------- | -------------- | -------------- | -------------- | -------------- | -------------- | -------------- | -------------- | -------------- | -------------- | -------------- | -------------- | -------------- | -------------- | -------------- | -------------- |
| Igrzyska olimpijskie             | 4              |                |                |                | 2              |                |                |                |                |                |                |                |                |                |                |                |                |
| Mistrzostwa świata               | 5              |                | 3              |                | 3              |                |                |                |                |                |                |                |                |                |                |                |                |
| Mistrzostwa Ameryki Północnej    |                |                |                | 3              |                |                |                |                |                |                |                |                |                |                |                |                |                |
| Krajowe                          |                |                |                |                |                |                |                |                |                |                |                |                |                |                |                |                |                |
| Mistrzostwa Stanów Zjednoczonych |                |                | 1              | 1              | 1              |                |                |                |                |                |                |                |                |                |                |                |                |

### Solistki
| Zawody                           | 1922           | 1923           | 1924           | 1925           | 1926           | 1927           | 1928           |                |                |                |                |                |                |                |                |                |                |
| Międzynarodowe                   | Międzynarodowe | Międzynarodowe | Międzynarodowe | Międzynarodowe | Międzynarodowe | Międzynarodowe | Międzynarodowe | Międzynarodowe | Międzynarodowe | Międzynarodowe | Międzynarodowe | Międzynarodowe | Międzynarodowe | Międzynarodowe | Międzynarodowe | Międzynarodowe | Międzynarodowe |
| -------------------------------- | -------------- | -------------- | -------------- | -------------- | -------------- | -------------- | -------------- | -------------- | -------------- | -------------- | -------------- | -------------- | -------------- | -------------- | -------------- | -------------- | -------------- |
| Igrzyska olimpijskie             |                |                | 2              |                |                |                | 3              |                |                |                |                |                |                |                |                |                |                |
| Mistrzostwa świata               |                |                | 3              |                |                |                |                |                |                |                |                |                |                |                |                |                |                |
| Mistrzostwa Ameryki Północnej    |                |                |                | 1              |                | 1              |                |                |                |                |                |                |                |                |                |                |                |
| Krajowe                          |                |                |                |                |                |                |                |                |                |                |                |                |                |                |                |                |                |
| Mistrzostwa Stanów Zjednoczonych | 2              | 2              |                | 1              | 1              | 1              |                |                |                |                |                |                |                |                |                |                |                |

## Nagrody i odznaczenia
- Amerykańska Galeria Sławy Łyżwiarstwa Figurowego – 1977[5]